# Axel Bamba
Axel Bamba, né le 6 juillet 1999 à Zurich, est un footballeur professionnel jouant au poste de défenseur pour l'AC Ajaccio. Bien qu'il soit né en Suisse et vivant depuis tout jeune en France, Axel Bamba préfère représenter l'équipe nationale de  Côte d'Ivoire.

## Biographie

### Carrière en club

#### Paris FC (2017-2022)
Jeune, Axel Bamba pratique plusieurs sports simultanément, notamment le judo, l'athlétisme et le football. Finalement, son choix se porte exclusivement vers le football, son père, Yacouba Bamba était lui-même footballeur professionnel, jouant entre autres pour le FC Zurich et l'équipe nationale de Côte d'Ivoire. Axel a aussi passé son enfance au quartier Balard à Paris .
Le 11 novembre 2017, à 18 ans, il dispute son premier match professionnel en Coupe de France face au Stade Ygossais (Régional 2 lors de la saison 2019-2020). Lors de cette confrontation, il entre à la 67e minute, remplaçant Thomas Delaine.

### Carrière internationale
Axel Bamba dispose actuellement d'aucune sélection en équipe nationale. Lors de son parcours en junior, il était approché afin de rejoindre les sélections jeunes de l'équipe de France. Néanmoins il avait alors refusé et déclaré : "Je veux jouer avec la Côte d'Ivoire comme mon papa".

## Statistiques
| Saison                | Club                   | Championnat           | Championnat | Championnat | Championnat | Coupe nationale | Coupe nationale | Coupe nationale | Coupe de la Ligue | Coupe de la Ligue | Coupe de la Ligue | Compétition(s) continentale(s) | Compétition(s) continentale(s) | Compétition(s) continentale(s) | Compétition(s) continentale(s) | Total | Total | Total |
| Saison                | Club                   | Division              | M.          | B.          | P.d.        | M.              | B.              | P.d.            | M.                | B.                | P.d.              | Comp.                          | M.                             | B.                             | P.d.                           | M.    | B.    | P.d.  |
| 2017-2018             | Paris FC               | Ligue 2               | -           | -           | -           | 1               | 0               | 0               | -                 | -                 | -                 | -                              | -                              | -                              | -                              | 1     | 0     | 0     |
| 2018-2019             | Paris FC               | Ligue 2               | 5           | 0           | 0           | 1               | 0               | 0               | 1                 | 0                 | 0                 | -                              | -                              | -                              | -                              | 7     | 0     | 0     |
| 2019-2020             | Paris FC               | Ligue 2               | 21          | 3           | 0           | 4               | 0               | 0               | 3                 | 0                 | 0                 | -                              | -                              | -                              | -                              | 28    | 3     | 0     |
| 2020-2021             | Paris FC               | Ligue 2               | 34          | 1           | 0           | 2               | 0               | 0               | -                 | -                 | -                 | -                              | -                              | -                              | -                              | 36    | 1     | 0     |
| 2021-2022             | Paris FC               | Ligue 2               | 16          | 0           | 0           | -               | -               | -               | -                 | -                 | -                 | -                              | -                              | -                              | -                              | 16    | 0     | 0     |
| 2022-2023             | Paris FC               | Ligue 2               | 3           | 0           | 0           | -               | -               | -               | -                 | -                 | -                 | -                              | -                              | -                              | --                             | 3     | 0     | 0     |
| Sous-total            | Sous-total             | Sous-total            | 79          | 4           | 0           | 8               | 0               | 0               | 4                 | 0                 | 0                 | -                              | -                              | -                              | -                              | 91    | 4     | 0     |
| 2022-2023             | Real Sporting de Gijón | LaLiga2               | 7           | 0           | 0           | -               | -               | -               | -                 | -                 | -                 | -                              | -                              | -                              | -                              | 7     | 0     | 0     |
| 2023-2024             | Real Sporting de Gijón | LaLiga2               | -           | -           | -           | -               | -               | -               | -                 | -                 | -                 | -                              | -                              | -                              | -                              | 0     | 0     | 0     |
| 2024-2025             | AC Ajaccio             | Ligue 2               | 30          | 3           | 0           | 1               | 1               | 0               | -                 | -                 | -                 | -                              | -                              | -                              | -                              | 31    | 4     | 0     |
| Total sur la carrière | Total sur la carrière  | Total sur la carrière | 116         | 7           | 0           | 9               | 1               | 0               | 4                 | 0                 | 0                 | -                              | -                              | -                              | -                              | 129   | 8     | 0     |